# 천복 (당)
천복(天復, 901년 4월 ~ 904년 윤 4월)은 당나라(唐) 소종(昭宗) 이엽(李曄)의 여섯번째 연호이다. 3년 동안 사용하였다. 천우로 개원할 때 주전충에 의하여 개원한 연호이라는 이유로 천복 연호를 계속 사용하기도 하였다.
천복 연호를 차용한 세력은 촉왕(蜀王) 왕건(王建, 904년 윤 4월 ~ 908년 1월), 진왕(晉王) 이극용(李克用, 904년 윤 4월 ~ 907년 4월), 기왕(岐王) 이무정(李茂貞, 904년 윤 4월 ~ 922년 2월) 등이 천복 연호를 차용하였다.

## 개원
- 광화(光化) 4년 4월 24일[1](901년 5월 15일)에 연호를 천복(天復)으로 개원함.[2][3][4][5][6]

- 천복(天復) 4년 윤 4월 11일[7](904년 5월 28일)에 연호를 천우(天祐)로 개원함.[2][3][8][5]

## 연대 대조표
| 천복       | 원년       | 2년        | 3년        | 4년        |
| 서기(西紀) | 901년      | 902년      | 903년      | 904년      |
| 간지(干支) | 신유(辛酉) | 임술(壬戌) | 계해(癸亥) | 갑자(甲子) |

### 십국 세력
| 천복       | -          | -          | -          | 4년        | 5년        | 6년        | 7년        | 8년        | 9년        | 10년       |
| 서기(西紀) | -          | -          | -          | 904년      | 905년      | 906년      | 907년      | 908년      | 909년      | 910년      |
| 간지(干支) | -          | -          | -          | 갑자(甲子) | 을축(乙丑) | 병인(丙寅) | 정묘(丁卯) | 무진(戊辰) | 기사(己巳) | 경오(庚午) |
| 천복       | 11년       | 12년       | 13년       | 14년       | 15년       | 16년       | 17년       | 18년       | 19년       | 20년       |
| 서기(西紀) | 911년      | 912년      | 913년      | 914년      | 915년      | 916년      | 917년      | 918년      | 919년      | 920년      |
| 간지(干支) | 신미(辛未) | 임신(壬申) | 계유(癸酉) | 갑술(甲戌) | 을해(乙亥) | 병자(丙子) | 정축(丁丑) | 무인(戊寅) | 기묘(己卯) | 경진(庚辰) |
| 천복       | 21년       | 22년       |            |            |            |            |            |            |            |            |
| 서기(西紀) | 921년      | 922년      |            |            |            |            |            |            |            |            |
| 간지(干支) | 신사(辛巳) | 임오(壬午) |            |            |            |            |            |            |            |            |

## 동시대 연호

### 중국
남조(南詔)
- 중흥(中興) (897년 ~ 902년)

대장화(大長和)
- 안국(安國) (902년 ~ 909년)

### 일본
- 쇼타이(昌泰) (898년 ~ 901년)
- 엔기(延喜) (901년 ~ 923년)

## 같이 보기
- 중국의 연호 목록